# Bulbophyllum djamuense
Bulbophyllum djamuense là một loài phong lan thuộc chi Bulbophyllum.